# Ovar
Ovar je jednoduché jídlo z tučnějšího vepřového masa.
Jedná se o kusy obvykle méně kvalitního masa, uvařeného ve slané vodě. Ovar se připravuje z vařené hlavy, jazyka, krkovičky, plece a laloku. Taktéž se připravuje i ovarové koleno. Maso určené k vaření se zbaví štětin a pečlivě vypere v pitné vodě. Mírně se osolí a vaří ve větším hrnci tak dlouho, aby bylo možno oddělit kosti. Maso se nesmí rozvařit. Ihned po uvaření se pokrm nakrájí na úhledné plátky, přisolí a může se i mírně popepřit. Podává se s křenem, hořčicí nebo křenovou omáčkou. Podobně se připravuje i ovarové koleno.
Ovar je tradičním produktem vyráběným na zabíjačce. Má jednoduchou a rychlou přípravu a může tedy být konzumován ještě během chystání náročnějších pokrmů. Ovar je třeba podávat co nejrychleji, aby nevychladl. Pokud se podává ve větší společnosti, kde hrozí masu vychladnutí, nakrájí se do hluboké polévkové mísy a zalije vroucí polévkou.